# Reprezentacja Ukrainy w tenisie zespołów mieszanych
Reprezentacja Ukrainy w tenisie zespołów mieszanych – zespół mężczyzny i kobiety, biorący udział w imieniu Ukrainy w meczach i sportowych imprezach międzynarodowych w tenisie, powoływany przez selekcjonera, w którym mogą występować wyłącznie zawodnicy posiadający obywatelstwo ukraińskie. Za jego funkcjonowanie odpowiedzialny jest Ukraiński Związek Tenisa Ziemnego (FTU).

## Historia
Swój pierwszy oficjalny mecz reprezentacja Ukrainy rozegrała w 1993 roku w rozgrywkach Pucharu Hopmana. 4-krotnie występowała w turnieju finałowym w 1993, 1994, 1995 i 2016. Najwyższym osiągnięciem jest przegrana w finale Pucharu Hopmana w 1995 i 2016.

## Rekordziści drużyny
| Najwięcej zwycięstw we wszystkich grach | 6-6 | Andrij Medwediew                       |
| Najwięcej zwycięstw w grze pojedynczej  | 4-3 | Andrij Medwediew                       |
| Najwięcej zwycięstw w grze podwójnej    | 2-3 | Natalija Medwediewa Andrij Medwediew   |
| Najlepsza para                          | 2-3 | Natalija Medwediewa / Andrij Medwediew |
| Najwięcej gier w turnieju               | 12  | Natalija Medwediewa Andrij Medwediew   |
| Najdłużej lat w turnieju                | 3   | Natalija Medwediewa / Andrij Medwediew |